# Festiwal Audio Art
Festiwal Audio Art, Audio Art Festival - międzynarodowy festiwal poświęcony integracji sztuki dźwięku i obrazu, muzyce współczesnej i eksperymentalnej. Odbywa się jesienią w Krakowie nieprzerwanie od 1993 roku. Jego inicjatorem i dyrektorem artystycznym jest Marek Chołoniewski, profesor Akademii Muzycznej w Krakowie i kierownik Stowarzyszenia Artystycznego Muzyka Centrum. Wydarzenia festiwalu mają formę koncertów, performensów i istalacji artystycznych, wykorzystujących zarówno metody analogowe i instrumenty tradycyjne, jak i nowo-konstruowane instrumenty akustyczne i syntetyczne, programowanie, rozmaite badania naukowe nad dźwiękiem, nowoczesne technologie generowania oraz przetwarzania dźwięku i obrazu.
Wiele z festiwalowych wydarzeń jest bezpłatna, a w ostatniej dekadzie są one dostępne również dla publiczności online.
Jubileuszowa, trzydziesta edycja festiwalu, została poprzedzona wydarzeniem w Kopalni Soli "Wieliczka", gdzie zamontowano serię immersyjnych instalacji Falling Sideways.